# Athalia (Händel)
Athalia (HWV 52) és un oratori en anglès de Georg Friedrich Händel del 1733, el tercer que va compondre d'aquest tipus. En aquesta obra hi ha assoliments estructurals i retòrics per part de Händel que projecten un concepte dramàtic que pot ser únic dins la seva producció musical. Va ser un encàrrec per a la Publick Act a Oxford, una cerimònia durant la inauguració dels cursos als college locals, un dels quals havia ofert a Händel un doctorat honorari, que ell rebutjà. La història es basa en la reina bíblica Atalia.

## Context i estrena
Oxford era llavors un centre del nacionalisme i sentiment jacobita i Athalia va ser composta enmig d'una controvèrsia sobre la defensa de Händel de l'òpera italiana. L'obra podria ser una reacció pragmàtica a aquesta situació: Händel apostava pel gust musical anglès escrivint un oratori, un gènere dins el qual havia tingut dos èxits amb anterioritat. Es va estrenar el 10 de juliol de 1733 en el Sheldonian Theatre a Oxford, i va ser dirigit pel mateix Händel. Va tenir molt bona acollida, en una posada escènica davant de 3700 persones.

## Anàlisi de l'obra
Probablement, va triar Athalie de Jean Racine com la base del seu llibret perquè les al·lusions jacobites que conté. Atalia, tal com apareix a la Bíblia, va ser una tirana que usurpà el tron i que finalment és enderrocada per un príncep que pot accedir al tron que li correspon; un tema que permet una interpretació jacobita.:53 Händel fa servir un plantejament retòric amb símbols a través dels quals incorpora moltes idees de Racine que no són presents en el llibret de Samuel Humphreys.
El pla tonal de l'oratori gira sobre associacions amb un significat retòric. El tractament musical de Händel es fa ressò de la divisió original de l'obra en cinc parts, la dualitat psicològica dels personatges i la seva polarització per parelles, amb una acceleració del ritme dramàtic cap al final de l'obra.
La coherència retòrica i estructural d' Athalia té un efecte específic en les eleccions interpretatives. També revela una forma musical i un dramatisme que anticipa les òperes de Gluck i Mozart. També representa un particular exemple de la influència de l'estètica francesa en l'obra de Händel.
L'obra està escrita per a corda, 2 flautes dolces (o travesseres), 2 oboès, 2 fagots, 2 trompes, 2 trompetes, timbales i baix continu. Athalia mostra una barreja de flexibilitat en l'estructura i originalitat, ja que Händel combina solos amb el cor d'una manera innovadora. La seva caracterització a través de la música va contribuir a un gran èxit en la seva estrena.

### Personatges
- Athalia, reina baalita de Judà i filla de Jezabel (soprano)
- Josabeth, esposa de Joad (soprano)
- Joas, rei de Judà (nen soprano)
- Joad, Gran Sacerdot (contralt)
- Mathan, sacerdot de Baal, anteriorment un sacerdot jueu (tenor)
- Abner, capità de les forces jueves (baix)
- Cor de joves verges
- Cor de israelites
- Cor de sacerdots i levites
- Cor d'ajudants
- Cor de sacerdots sidonis

## Estructura
| Part | Escena | Tipus                              | Veu                                           | Text (inici) |
| ---- | ------ | ---------------------------------- | --------------------------------------------- | --- |
| 1    |        | Simfonia (Allegro, Grave, Allegro) |                                               | |
| 1    | 1      | Ària                               | Josabeth                                      | Blooming virgins, spotless train, tune to transport all your lays! ... |
| 1    | 1      | Cor                                | Joves verges                                  | The rising world Jehovah crown'd with bright magnificence around! ... |
| 1    | 1      | Cor                                | Israelites                                    | O mortals, if around us here so wond'rous all His works appear, ... |
| 1    | 1      | Ària                               | Josabeth                                      | Tyrants would in impious throngs silence His adorers' songs: but shall Salem's lyre and lute at their proud commands be mute?                                                    |
| 1    | 1      | Cor                                | Israelites                                    | Tyrants! Tyrants! Ye in vain conspire! Wake the lute and strike the lyre! |
| 1    | 1      | Recitatiu                          | Abner                                         | When He is in his wrath reveal'd, where will the haughty lie conceal'd? |
| 1    | 1      | Ària                               | Abner                                         | When storms the proud to terrors doom, He forms the dark majestic scene, He rolls the thunder through the gloom, and on the whirlwind rides serene.                              |
| 1    | 1      | Cor                                | Israelites                                    | Oh Judah, boast his matchless law, pronounc'd with such tremendous awe! ... |
| 1    | 2      | Recitatiu                          | Joad                                          | Your sacred songs awhile forbear, our festival demands your care; and now no longer let your stay the due solemnities delay.                                                     |
| 1    | 2      | Accompagnato                       | Joad                                          | O Judah, Judah! Chosen seed! To what distress art thou decreed! ... |
| 1    | 2      | Ària                               | Joad                                          | O Lord, whom we adore, shall Judah rise no more? ... |
| 1    | 2      | Cor                                | Israelites                                    | Hear from thy mercy seat the groans thy tribes repeat, the sighs they breathe to thee, the groans, the sighs!                                                                    |
| 1    | 3      | Ària                               | Athalia                                       | What scenes of horror round me rise! I shake, I faint with dire surprise! Is sleep, that frees the wretch from woe, to Majesty alone a foe?                                      |
| 1    | 3      | Recitatiu                          | Athalia                                       | O Mathan, aid me to control the wild confusion of my soul! |
| 1    | 3      | Recitatiu                          | Mathan                                        | Why shrinks that mighty soul with fear? What cares, what danger can be near? |
| 1    | 3      | Recitatiu                          | Athalia                                       | Ev'n now, as I was sunk in deep repose, my mother's awful form before me rose; ...                                                                                               |
| 1    | 3      | Ària                               | Athalia                                       | O Athalia, tremble at thy fate! For Judah's God pursues thee with his hate, ...                                                                                                  |
| 1    | 3      | Cor                                | Assistents i sacerdots sidonis                | The gods, who chosen blessings shed on majesty's anointed head, ... |
| 1    | 3      | Recitatiu                          | Athalia                                       | Her form at this began to fade, and seem'd dissolving into shade. ... |
| 1    | 3      | Cor                                | Assistents i sacerdots sidonis                | Cheer her, O Baal, with a soft serene, and in thy votary protect the queen! |
| 1    | 3      | Recitatiu                          | Athalia                                       | Amidst these horrors, that my soul dismay'd, a youth I saw in shining robes array'd, ...                                                                                         |
| 1    | 3      | Recitatiu                          | Mathan                                        | Great queen, be calm! These fears I deem the birth of a delusive dream. ... |
| 1    | 3      | Ària                               | Mathan                                        | Gentle airs, melodious strains! Call for raptures out of woe, lull the regal mourner's pains, sweetly soothe her as you flow.                                                    |
| 1    | 3      | Ària                               | Athalia                                       | Softest sounds no more can ease me, heav'n a weight of woe decrees me, horrors all my hopes destroy. ...                                                                         |
| 1    | 3      | Recitatiu                          | Mathan                                        | Swift to the temple let us fly, to know what mansion hides this youthful foe. |
| 1    | 3      | Recitatiu                          | Abner                                         | I'll haste the pontiff to prepare for this black storm of wild despair. |
| 1    | 3      | Cor                                | Assistents                                    | The traitor if you there descry, oh let him by the altar die. |
| 1    | 4      | Recitatiu                          | Joad                                          | My Josabeth! The grateful time appears to bid dejected Judah end her fears. |
| 1    | 4      | Recitatiu                          | Josabeth                                      | Oh tell the people, as I oft have crav'd, how I from death the royal infant sav'd.                                                                                               |
| 1    | 4      | Recitatiu                          | Abner                                         | Priest of the living God! With anxious heart proud Athalia's purpose I impart: ...                                                                                               |
| 1    | 4      | Recitatiu                          | Josabeth                                      | Oh killing shock of unexpected pain! Oh innocence, my tender care in vain! ...                                                                                                   |
| 1    | 4      | Ària                               | Josabeth                                      | Faithful cares in vain extended, lovely hopes for ever ended, beamy dawn of joy farewell! ...                                                                                    |
| 1    | 4      | Recitatiu                          | Abner                                         | O cease, fair princess, to indulge your woe; no mortal to your son can prove a foe.                                                                                              |
| 1    | 4      | Recitatiu                          | Joad                                          | This grief, oh Josabeth, degrades your soul; can God no longer Judah's foe control? ...                                                                                          |
| 1    | 4      | Ària                               | Joad                                          | Gloomy tyrants, we disdain all the terror you intend, all your fury will be vain, and in low confusion end!                                                                      |
| 1    | 4      | Cor                                | Israelites                                    | Alleluja! |
| 2    | 1      | Cor                                | Sacerdots, levites, israelites i Joad         | The mighty pow'r in whom we trust, is ever to His promise just; He makes this sacred day appear, the pledge of a propitious year.                                                |
| 2    | 1      | Ària                               | Joad                                          | He bids the circling season shine, recalls the olive and the wine, with blooming plenty loads the plain, and crowns the fields with golden grain.                                |
| 2    | 1      | Cor                                | Sacerdots, levites, i israelites              | Give glory to His awful name, let ev'ry voice His praise proclaim! |
| 2    | 1      | Ària                               | Josabeth                                      | Through the land so lovely blooming, nature all her charms assuming, wakes the soul to cheerful praise. ...                                                                      |
| 2    | 1      | Recitatiu                          | Abner                                         | Ah! Were this land from proud oppression freed, Judea would be bless'd indeed!                                                                                                   |
| 2    | 1      | Recitatiu                          | Joad                                          | Oh Abner, wer't thou certain that the sword had not destroy'd the race by thee deplor'd, ...                                                                                     |
| 2    | 1      | Ària                               | Abner                                         | Ah, canst thou but prove me! To vengeance I spring. ... |
| 2    | 1      | Recitatiu                          | Joad                                          | Thou dost the ardour that I wish display; revisit me before the close of day. ...                                                                                                |
| 2    | 2      | Recitatiu                          | Athalia                                       | Confusion to my thoughts! My eyes have view'd my dreadful vision in the place renew'd! Through all my veins the chilling horrors run. Say, Josabeth, is this fair youth thy son? |
| 2    | 2      |                                    | Josabeth                                      | Though much he merits my fond love, yet he is not indebted for his birth to me.                                                                                                  |
| 2    | 2      | Recitatiu                          | Athalia                                       | Who is thy father? Let his name be known! |
| 2    | 2      | Recitatiu                          | Josabeth                                      | He has no father but kind heav'n alone. |
| 2    | 2      | Recitatiu                          | Athalia                                       | Why so officious does thy zeal appear? I mean the answer from his lips to hear. How art thou call'd?                                                                             |
| 2    | 2      | Recitatiu                          | Joas                                          | Eliakim |
| 2    | 2      | Recitatiu                          | Athalia                                       | Unfold thy father's name! |
| 2    | 2      | Recitatiu                          | Joas                                          | In me, alas, behold an orphan, cast by providence, and ne'er as yet acquainted who his parents were.                                                                             |
| 2    | 2      | Recitatiu                          | Athalia                                       | Give me to understand whose tender cares sustain'd and rear'd thee in thy infant years?                                                                                          |
| 2    | 2      | Ària                               | Joas                                          | Will God, whose mercies ever flow, expose his children's youth to woe? ... |
| 2    | 2      | Recitatiu                          | Athalia                                       | 'Tis my intention, lovely youth, that you a scene more suited to your worth shall view: ...                                                                                      |
| 2    | 2      | Recitatiu                          | Joas                                          | Shall I behold the God by whom I'm bless'd profan'd by you with rites that I detest?                                                                                             |
| 2    | 2      | Recitatiu                          | Athalia                                       | Princess, in discipline you much excel; whate'er you dictate he remembers well. ...                                                                                              |
| 2    | 2      | Ària                               | Athalia                                       | My vengeance awakes me, compassion forsakes me, all softness and mercy away! My foes with confusion shall find their illusion and tremble before me today!                       |
| 2    | 2      | Duet                               | Josabeth                                      | My spirits fail, I faint, I die! |
| 2    | 2      | Duet (continuació)                 | Joas                                          | Ah, why? |
| 2    | 2      | Duet (continuació)                 | Josabeth                                      | The grave shall hide my head! |
| 2    | 2      | Duet (continuació)                 | Joas                                          | Is hope for ever fled? |
| 2    | 2      | Duet (continuació)                 | Josabeth                                      | My grief's too great to bear, I faint, I die - |
| 2    | 2      | Duet (continuació)                 | Joas                                          | Ah, why? |
| 2    | 2      | Duet (continuació)                 | Josabeth                                      | I faint, I die! |
| 2    | 2      | Duet (continuació)                 | Joas                                          | Is hope for ever fled? |
| 2    | 2      | Duet (continuació)                 | Josabeth                                      | The grave shall hide my head! |
| 2    | 2      | Duet (continuació)                 | Joas                                          | Kind heav'n will defend me - |
| 2    | 2      | Duet (continuació)                 | Josabeth                                      | Thy ardours affect me - |
| 2    | 2      | Duet (continuació)                 | Joas                                          | He sure will protect me: Is hope for ever fled? For ever fled? |
|      |        | Andante                            |                                               | |
| 2    | 2      | Duet (continuació)                 | Josabeth                                      | Whate'er this tyrant may decree, oh God, I place my trust in thee! |
| 2    | 2      | Ària                               | Joas                                          | In Jehovah's awful sight, haughty tyrants are but dust. Those, who glory in their might, place in vanity their trust.                                                            |
| 2    | 3      | Recitatiu                          | Joad                                          | Dear Josabeth, I trembled whilst thy woe did in its first emotions wildly flow; ...                                                                                              |
| 2    | 3      | Duet                               | Joad                                          | Cease thy anguish, smile once more, let thy tears no longer flow! ... |
| 2    | 3      | Duet (continuació)                 | Josabeth                                      | All his mercies I review, gladly, with a grateful heart, and I trust He will renew blessings he did once impart.                                                                 |
| 2    | 3      | Duet (continuació)                 | Joad and Josabeth                             | Whate'er this tyrant may decree, returning joys we soon shall see. |
| 2    | 3      | Recitatiu                          | Abner                                         | Joad, ere day has ended half his race, again expect me in this sacred place. |
| 2    | 3      | Cor                                | Joves verges                                  | The clouded scene begins to clear, and joys in gentle trains appear. |
| 2    | 3      | Cor                                | Sacerdots i levites                           | When crimes aloud for vengeance call, the guilty will be doomed to fall. |
| 2    | 3      | Cor                                | Israelites                                    | Rejoice, oh Judah, in thy God! The proud alone shall feel His rod, whilst blessings with a mild decree, His mercy now prepares for thee.                                         |
| 3    | 1      | Ària                               | Joad                                          | What sacred horrors shake my breast! Ah! 'Tis the pow'r divine confess'd! ... |
| 3    | 1      | Cor                                | Verges, sacerdots i levites                   | Unfold, great seer, what heav'n imparts, and speak glad tidings to our hearts!                                                                                                   |
| 3    | 1      | Accompagnato                       | Joad                                          | Let harmony breathe soft around, and aid my raptures with the sound! |
| 3    | 1      | Ària                               | Joad                                          | Jerusalem, thou shalt no more a tyrant's guilty reign deplore; ... |
| 3    | 1      | Cor                                | Verges, sacerdots i levites                   | Oh shining mercy! |
| 3    | 1      | Cor (continuació)                  | Joad                                          | Heav'n itself will now relieve me! |
| 3    | 1      | Cor (continuació)                  | Verges, sacerdots i levites                   | Oh shining mercy! |
| 3    | 1      | Cor (continuació)                  | Joad                                          | See, she falls.. |
| 3    | 1      | Cor (continuació)                  | Verges, sacerdots i levites                   | Gracious pow'r.. |
| 3    | 1      | Cor (continuació)                  | Joad                                          | ..she bleeds.. |
| 3    | 1      | Cor (continuació)                  | Verges, sacerdots i levites                   | ..gracious pow'r.. |
| 3    | 1      | Cor (continuació)                  | Joad                                          | ..she dies! |
| 3    | 1      | Cor (continuació)                  | Verges, sacerdots i levites                   | ..oh shining mercy, gracious pow'r, that aids us in the needful hour! |
| 3    | 1      | Recitatiu                          | Joad                                          | Eliakim! |
| 3    | 1      | Recitatiu                          | Joas                                          | My father! |
| 3    | 1      | Recitatiu                          | Joad                                          | Let me know: Should heav'n on thee a diadem bestow, what reign of Judah's kings wouldst thou that day choose for the model of thy future sway?                                   |
| 3    | 1      | Recitatiu                          | Joas                                          | Should God such glory for my lot ordain, like righteous David I would wish to reign.                                                                                             |
| 3    | 1      | Recitatiu                          | Joad                                          | Oh, Joas! Oh, my king! Thus low to thee I pay the homage of my bended knee! |
| 3    | 1      | Recitatiu                          | Joas                                          | Is this reality or kind deceit? Ah, can I see my father at my feet? |
| 3    | 1      | Recitatiu                          | Josabeth                                      | Ye sacred bands, who serve the God of truth, Revere your sov'reign in that royal youth!                                                                                          |
| 3    | 1      | Cor                                | Verges, sacerdots i levites                   | With firm united hearts, we all will conquer in his cause, or fall. |
| 3    | 2      | Recitatiu                          | Mathan                                        | Oh princess, I approach thee to declare how much thy welfare is my care. |
| 3    | 2      | Recitatiu                          | Josabeth                                      | What means, proud Mathan, thy intrusion here? Has heav'n no vengeance for thy crimes to fear?                                                                                    |
| 3    | 2      | Recitatiu                          | Mathan                                        | Fair Josabeth, though you insult me so, trust me, in Mathan you behold no foe!                                                                                                   |
| 3    | 2      | Ària                               | Josabeth                                      | Soothing tyrant, falsely smiling! Virtue's foes I ne'er shall fear; ... |
| 3    | 3      | Recitatiu                          | Joad                                          | Apostate priest! How canst thou dare to violate this house of pray'r? |
| 3    | 3      | Recitatiu                          | Mathan                                        | Joad, I scorn thy proud insulting mien; prepare to answer thy offended queen! |
| 3    | 4      | Recitatiu                          | Athalia                                       | Oh bold seduce, art thou there? Where is the youth, inform me, where? |
| 3    | 4      | Recitatiu                          | Joad                                          | Ye priests, the youth before her bring! Proud woman, there, behold our king! |
| 3    | 4      | Cor                                | Joves verges, sacerdots i levites             | Around let acclamations ring: Hail, royal youth! Long live the king! |
| 3    | 4      | Ària                               | Joad                                          | Reviving Judah shall no more detested images adore; ... |
| 3    | 4      | Cor                                | Joves verges, sacerdots i levites             | Bless the true church, and save the king! |
| 3    | 4      | Recitatiu                          | Athalia                                       | Oh, treason, treason! Impious scene! Abner, avenge thy injur'd queen! |
| 3    | 4      | Recitatiu                          | Joad                                          | Great chief, behold thy royal Joas there, preserv'd by Josabeth's successful care! Thy dauntless loyalty of soul I know; thou canst not be to David's race a foe.                |
| 3    | 4      | Recitatiu                          | Abner                                         | Does heav'n this blessing then at last accord? Oh royal Joas, oh my honour'd Lord!                                                                                               |
| 3    | 4      | Ària                               | Abner                                         | Oppression, no longer I dread thee, thy terrors, proud queen, I despise! They crimes to confusion have led thee, and Judah triumphant shall rise!                                |
| 3    | 4      | Recitatiu                          | Athalia                                       | Where am I? Furies, wild despair! Where are my guards, my vassals, where? Mathan, invoke thy God to shed his vengeance on each rebel's head!                                     |
| 3    | 4      | Recitatiu                          | Mathan                                        | He hears no more! Our hopes are past! The Hebrew's God prevails at last! Alas, alas! My broken vow! His dreadful hand is on me now!                                              |
| 3    | 4      | Ària                               | Mathan                                        | Hark! Hark! Hark! His thunders round me roll, His angry awful frowns I see, ...                                                                                                  |
| 3    | 4      | Recitatiu                          | Joad                                          | Yes, proud apostate, thou shalt fall, they crimes aloud for vengeance call! |
| 3    | 4      | Recitatiu                          | Athalia                                       | I see all hopes, all succours fail, and Judah's God will now prevail; ... |
| 3    | 4      | Ària                               | Athalia                                       | To darkness eternal and horrors infernal undaunted I'll hasten away. Oh tyrants, your treason shall in the due season weep blood for this barbarous day!                         |
| 3    | 5      | Recitatiu                          | Joad                                          | Now, Josabeth, thy fears are o'er! |
| 3    | 5      | Recitatiu                          | Josabeth                                      | Bless'd be His name whom we adore! |
| 3    | 5      | Duet                               | Joad                                          | Joys, in gentle trains appearing, Heav'n does to my fair impart; and, to make them more endearing, I shall share them with thy heart!                                            |
| 3    | 5      | Duet (continuació)                 | Josabeth                                      | Softest joys would be deceive me, hadst thou they happy part; oh my dearest Lord, believe me, thou shalt share them with my heart.                                               |
| 3    | 5      | Duet (continuació)                 | Joad                                          | I shall share them with thy heart! |
| 3    | 5      | Duet (continuació)                 | Josabeth                                      | Thou shalt share them with my heart! |
| 3    | 5      | Duet (continuació)                 | Joad i Josabeth                               | And to make them more endearing I shall/thou shalt share them with thy/my heart!                                                                                                 |
| 3    | 5      | Recitatiu                          | Abner                                         | Rejoice, oh Judah, this triumphant day! Let all the goodness of our God display; whose mercies to the wond'ring world declare; His chosen people are His chosen care!            |
| 3    | 5      | Cor                                | Joves verges, sacerdots, levites i israelites | Give the glory to His awful name, let ev'ry voice His praise proclaim! |